# Roger Cotes
Roger Cotes (Burbage, Leicestershire, 10 de julio de 1682 - Cambridge, 5 de julio de 1716) fue un matemático y físico inglés, conocido por trabajar en estrecha colaboración con Isaac Newton. Inventó las fórmulas de Newton-Cotes y presentó por primera vez lo que hoy se conoce como la fórmula de Euler.

## Datos biográficos
Cotes nació en Burbage, Leicestershire. Sus padres fueron Robert, rector de Burbage y granjero, y su esposa Grace. Roger tenía un hermano mayor, Anthony (nacido en 1681) y una hermana menor, Susana (nacida en 1683).
Roger comenzó a asistir a la Escuela de Leicester, donde fue reconocido su talento matemático. Su tía Hannah se había casado con el reverendo John Smith, quien asumió el papel de tutor para fomentar el talento de Roger. El hijo de los Smith, Robert Smith , se convirtió en un colaborador cercano de Roger Cotes a lo largo de su vida.
Cotes más tarde estudió en la St Paul's School en Londres e ingresó en el Trinity College de Cambridge en 1699. Se graduó como BA en 1702 y como MA en 1706.

## Aportes
Las contribuciones de Roger Cotes a los modernos métodos de cálculo se encuentran en gran medida en los campos de la astronomía y las matemáticas.
Comenzó su carrera educativa con un enfoque en la astronomía. Se convirtió en miembro del Trinity College en 1707, y a los 26 años pasó a ser el primer Profesor Plumiano de Astronomía y Filosofía Experimental. Tras ser nombrado profesor, abrió una lista de suscripción, en un esfuerzo para proporcionar un observatorio al Trinity. Por desgracia, el observatorio todavía no estaba terminado cuando Cotes murió, y fue demolido en 1797.
Colaborando con Isaac Newton, diseñó un heliostato telescopico con un espejo rotatorio mecánico. Recalculó las tablas solares y planetarias de Giovanni Domenico Cassini y de John Flamsteed, y tenía la intención de crear tablas del movimiento de la luna, basadas en los principios de Newton. Finalmente, en 1707 formó una escuela de ciencias físicas en el Trinity College, en colaboración con William Whiston.

## Labor realizada con Isaac Newton
Desde 1709 hasta 1713, Cotes se involucró en la segunda edición de los principios de Newton, un libro que explica la teoría de Newton de la gravitación universal.
De la primera edición de los principios había solo unas pocas copias impresas y se necesitaba una revisión para incluir obras de Newton y los principios de la teoría lunar y planetaria. Newton en un primer momento se negaba a la revisión, ya que casi había dejado el trabajo científico. Sin embargo, a través del apasionado interés que demostró Cotes, el hambre científica de Newton fue nuevamente reavivada. Los dos pasaron casi tres años y medio colaborando en el trabajo, en el que se completó la deducción, a partir de las leyes de Newton del movimiento, de la teoría de la luna, de la precesión del equinoccio, y de la órbita de los cometas .
Solo se imprimieron 750 copias de la segunda edición. Sin embargo, una copia no autorizada impresa en Ámsterdam logró satisfacer la gran demanda existente. Como recompensa a Cotes, se le dio una parte de las ganancias y 12 copias del mismo.
Una contribución original de Cotes de la obra fue un prólogo, que apoyó la superioridad científica de los principios de Newton sobre la entonces popular teoría del vórtice de la gravedad defendido por René Descartes.
Cotes llegó a la conclusión de que la ley de la gravitación de Newton fue confirmada por la observación de fenómenos celestes, que eran incompatibles con los supuestos defendidos por los partidarios del vórtice cartesiano.

## Aportes a las matemáticas
Los trabajos más importante de Cotes fueron en matemáticas, especialmente en los campos de cálculo integral, los logaritmos y el análisis numérico. Publicó un solo artículo científico en su vida, titulado Logometrica, en la que con éxito construye la espiral hiperbólica, también conocida como espiral de Cotes.
Después de su muerte, muchos de sus artículos matemáticos fueron editados por Robert Smith y publicados en un libro titulado Harmonia mensurarum. Aunque el estilo de Cotes fue un tanto oscuro, su enfoque sistemático para la integración y la teoría matemática estaba muy bien considerado por sus pares.
Cotes descubrió un importante teorema sobre las enésimas raíces de la unidad, previó el método de mínimos cuadrados, y descubrió un método para la integración de fracciones racionales con denominadores binomiales. También fue elogiado por sus esfuerzos en métodos numéricos, especialmente en la interpolación de los métodos y sus técnicas de construcción de tablas. Fue considerado como uno de los pocos matemáticos británicos capaces de seguir la poderosa obra de Newton.

## Defunción
Cotes murió de una fiebre virulenta en Cambridge en 1716 a la temprana edad de 33 años. Newton llegó a comentar una vez que: "Si hubiera vivido hubiéramos llegado a saber algo."